# Lucena del Cid
Lucena del Cid (em castelhano) ou Llucena (em valenciano) é um município da Espanha na província de Castelló, Comunidade Valenciana. Tem 137 km² de área e em 2021 tinha 1 308 habitantes (densidade: 9,5 hab./km²).

## Demografia
| Variação demográfica do município entre 1991 e 2004 | Variação demográfica do município entre 1991 e 2004 | Variação demográfica do município entre 1991 e 2004 | Variação demográfica do município entre 1991 e 2004 |
| --------------------------------------------------- | --------------------------------------------------- | --------------------------------------------------- | --------------------------------------------------- |
| 1991                                                | 1996                                                | 2001                                                | 2004                                                |
| 1659                                                | 1629                                                | 1528                                                | 1550                                                |